# 紫荆文化集团
紫荆文化集团有限公司（英語：Bauhinia Culture Holdings Limited），是香港的一家主要从事新闻出版、影视、文艺等业务的中华人民共和国中央文化企业。属于中华人民共和国财政部代表国务院履行出资人职责的“国有重要骨干企业”（相当于副部级）。
紫荆文化集团采取深圳、香港双总部管理模式，重点发展影视产业、传媒资讯、出版发行、文旅演艺、金融投资等五大业务板块，旗下拥有中国对外文化集团有限公司、中国基金报社、联合出版（集团）有限公司、紫荆杂志社、银都机构有限公司、香港联艺机构有限公司等直属企业，是凤凰卫视的第一大股东。紫荆文化集团将与中旅集团、招商局集团、华润集团并称为香港四大央企。

## 历史
紫荆文化集团的筹建工作早在2019年就开始进行。2019年3月20日，紫荆文化（集团）有限公司（英語：Bauhinia Culture Holdings Limited）在公司注册处注册。但由于爆发反修例運動一度暂停。2020年香港示威活动逐渐平息，紫荆文化集团的筹建工作又重新提上议程。2020年12月，中共海南省委常委、海南省常务副省长毛超峰在深圳蛇口设立办公室，负责“文化央企”的筹备工作。粤港澳大湾区也将有项目注入“文化央企”，可能也会涉及文化金融。此外，蛇口将有一栋商业大厦也会注入其中，成为“第二总部”。原中共海南省委常委、海南省常务副省长毛超峰任集团董事长、党委书记，原香港中联办秘書長文宏武擔任總經理。
2021年2月19日，公司在香港公司注册处的名称改为紫荆文化（香港）集团有限公司（英語：Bauhinia Culture (Hong Kong) Holdings Limited）。

## 组织架构
紫荆文化集团设置（控股）下列机构（企业）：

### 旗下企业
- 联合出版（集团）有限公司[3]
- 《紫荆》杂志社[3]
- 银都机构有限公司[3]

……